# Luthéal

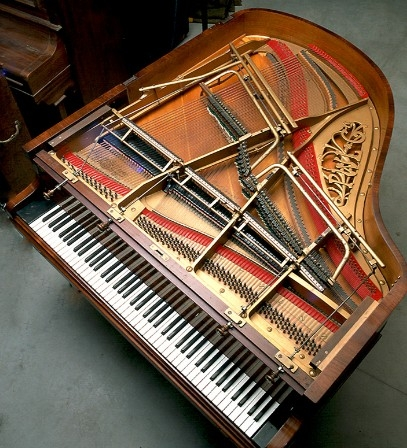
Il lutheál e il suo meccanismo

Il luthéal è una specie di pianoforte ibrido che ha esteso le possibilità dei "registri" di un piano producendo suoni simili al cimbalom in alcuni registri, sfruttando le armoniche delle corde quando si tirano altri tiranti di registro ed anche alcuni registri che fanno risuonare altri oggetti, che erano abbassati appena sopra le corde. Lo strumento è diventato obsoleto in parte perché la maggior parte della sua meccanica era troppo sensibile e necessitava di una regolazione costante. Gli unici brani del repertorio generale che utilizzano il luthéal sono L'Enfant et les sortilèges (1920–25) e Tzigane (1924) di Maurice Ravel.

## Storia
L'accessorio fu creato dal costruttore di organi belga Georges Cloetens, che per primo lo brevettò il 28 gennaio 1919 e lo nominò "Jeu de harpe tirée". Maurice Ravel lo usò nella sua Tzigane per violino e pianoforte, e nell'opera L'Enfant et les sortilèges.
Genera tutta una gamma di colori, aggiungendo due tiranti per gli acuti e due per i bassi in un normale pianoforte a coda. Ciò gli consente di produrre, oltre al normale suono del pianoforte, timbri aggiuntivi che ricordano il cimbalom, il clavicembalo e l'arpa (o il liuto).
Il luthéal era, ai tempi di Ravel, un accessorio del pianoforte relativamente nuovo che aveva diversi registri che potevano essere attivati manovrando i tiranti sopra la tastiera. Uno di questi registri aveva un suono simile a un cimbalom, che ben si adattava all'idea zingaresca della composizione. La versione stampata della partitura originale dell'opera Tzigane conteneva istruzioni per questi cambi di registro durante l'esecuzione. Il Luthéal, tuttavia, non sopravvisse: verso la fine del XX secolo la prima stampa della versione per luthéal dell'accompagnamento era ancora rintracciabile presso gli editori, ma la versione da camera del pezzo era stata ormai da lungo tempo eseguita nelle specifiche alternative di Ravel per il pianoforte normale.
Un luthéal originale sopravvissuto è stato scoperto in deposito nel museo del Conservatorio di Bruxelles ed è stato restaurato da Evert Snel dei Paesi Bassi in condizioni di poter essere suonato. Evert Snel fece una copia del lutheal in un pianoforte a coda Fazioli. Un nuovo strumento fu commissionato nel 1987 dal governo francese in occasione del cinquantesimo anniversario della morte di Ravel, ed è ora al Musée de la Musique, Parigi.

## Riscoperta
Il violinista Daniel Hope ha registrato nel 2004 un'esecuzione di Tzigane di Ravel che presenta un luthéal ricostruito, che Hope descrive in un'intervista alla National Public Radio come "un incrocio tra una macchina da scrivere e un organo che si attacca alle corde di un piano" e produce "un incredibile mondo di suoni." La violinista Chantal Juillet realizzò anch'essa una registrazione con Pascal Rogé al piano luthéal, che si può trovare su Ravel: The Complete Editions della Decca Records.  Anche la violinista Sarah Nemtanu ha registrato la Tzigane di Ravel con Romain Descharmes al piano luthéal per la Naïve Records.